# Sokolsky
Sokolskyhästen är en hästras med härstamning från Polen. Det är en tung kallblodshäst som utvecklades för ca 100 år sedan. Trots sina kompakta och kraftiga exteriör har de kraftfulla och överraskande energiska rörelser, otrolig uthållighet och är mycket populära i Polen. 

## Historia
Polen har väldigt få inhemska kallblodshästar som blivit populära. Uppfödarna jobbade hårt för att få fram en hästras som både skulle möta folkets efterfrågan, samt hålla så hög klass att den skulle klara av alla de jobb som krävdes av hästarna under slutet av 1800-talet då hästen hade sin storhetstid inom jordbruken och som körhästar. Många utländska raser importerades och korsade för att få fram den perfekta arbetshästen. Bland de raser som användes utmärkte sig de belgiska Ardennerhästarna, de norska Dölehästarna och ett flertal andra kallblodshästar från Frankrike och Belgien. För att få lättare rörelser och aktion användes även den brittiska Norfolktravaren i utvecklingen av Sokolskyn. 
Dock var timingen ganska dålig för de polska uppfödarna då Polen var hårt utsatta under både första och andra världskriget. Många sokolskyhästar försvann eller dödades och uppfödarna fick bygga upp stammarna igen. Efter andra världskriget var dock mekaniseringen av jordbruken mer framträdande och Sokolskyhästarna behövdes inte längre. Som tur var för rasens framgång och framtid var många bönder i Polen fortfarande fattiga och ganska beroende av rasen vilket gjorde att de stora hästarna blev populära i sitt eget hemland även om de inte slog så stort utomlands. 

## Egenskaper
Sokolskyhästarna är typiska kallblodshästar med kraftiga, komapakta kroppar, grova ben och stora, tunga huvuden. Hästarna utmärks även av de stora, snälla ögonen och de rörliga öronen som tydligt visar hästarnas sinnesstämning. Axlarna är väl utvecklade vilket bidrar till de fria rörelserna hos hästarna. Hovarna är väl utvecklade och starka. 
Dagens Sokolskyhästar är fortfarande populära inom jordbruken i Polen men har även slagit igenom lite som tyngre draghästar och även till ridning. 